# Vương hậu Rania của Jordan
Rania Al Abdullah (tiếng Ả Rập: رانيا العبد الله Rānyā al-'Abdu l-Lah) (sinh 31 tháng 8 năm 1970) là một hoàng hậu của Jordan.

## Lĩnh vực công tác
Kể từ khi kết hôn, Hoàng hậu Rania đã sử dụng vị trí của mình để ủng hộ cho các khác nhau trong xã hội Jordan và ở nước ngoài.

## Trực tuyến
Hoàng hậu Rania sử dụng các công cụ mạng xã hội trực tuyến như YouTube, Facebook, Instagram và Twitter.

## Hôn nhân và gia đình
Cô gặp Abdullah bin Al-Hussein,lúc đó đang là một vị hoàng tử, tại một bữa tiệc tối vào ngày 01 tháng 02 năm 1993. Hai tháng sau, họ đã thông báo đính hôn. Ngày 10 tháng 06 năm 1993, họ cưới nhau. Hai người đã có với nhau 4 người con:
- Thái tử Hussein (sinh 28 tháng 06 năm 1994).
- Công chúa Iman bint Abdullah (sinh 27 tháng 09 năm 1996).
- Công chúa Salma bint Abdullah (sinh 26 tháng 09 năm 2000).
- Hoàng tử Hashem bin Al Abdullah (sinh 30 tháng 01 năm 2005).

Chồng của bà lên ngôi ngày 07 tháng 02 năm 1999, và tuyên bố bà là hoàng hậu vào ngày 22 tháng 03 năm 1999.

## Liên kết
- Website chính thức
- Official biography
- Queen Rania trên YouTube
- Queen Rania trên Twitter
- Madrasati
- Jordan River Foundation
- Jordan Education Initiative Lưu trữ ngày 24 tháng 4 năm 2018 tại Wayback Machine
- Global Campaign for Education
- Education for All: Class of 2015 Lưu trữ ngày 24 tháng 1 năm 2019 tại Wayback Machine
- Foundation for International Community Assistance (FINCA) Lưu trữ ngày 31 tháng 1 năm 2010 tại Wayback Machine
- National Council for Family Affairs